# Edith Carlmar
Edith Mary Johanne Mathiesen, connue sous le nom de scène Edith Carlmar (née le 15 novembre 1911 à Oslo et morte le 17 mai 2003  dans la même ville) est une actrice et la première réalisatrice norvégienne

## Biographie
Edith Carlmar est essentiellement connue pour ses films Fjols til fjells (en)(1957), Aldri annet enn bråk (en)(1954) et Ung flukt(1959). Son film Døden er et kjærtegn (en) (1949) est considéré comme étant le premier film noir norvégien.
Ung Flukt, le dernier film qu'elle réalisa, fit connaître Liv Ullmann.

## Récompenses
En 1994, elle a reçu le prix Amanda pour l'ensemble de sa carrière.

## Source de la traduction
- (en) Cet article est partiellement ou en totalité issu de l’article de Wikipédia en anglais intitulé « Edith Carlmar » (voir la liste des auteurs).